# Johan Fredrik L'Orange
Johan Fredrik L'Orange, född 24 december 1738, död 21 juli 1803, var en svensk borgmästare och politiker.

## Biografi
Johan Fredrik L'Orange föddes 1738 och var son till språkmästaren François L'Orange på Boxholms säteri. L'Orange blev 1760 student vid Uppsala universitet och 1764 auskultant vid Svea hovrätt. Han blev vice häradshövding 1769. L'Orange blev 1773 borgmästare i Gränna. Han avled 1803.
L'Orange var riksdagsledamot för borgarståndet i Gränna vid riksdagen 1786, riksdagen 1789, riksdagen 1792 och riksdagen 1800.
L'Orange gifte sig 1775 med Sara Molin. Hon hade tidigare varit gift med borgmästaren Sven Brehmer i Gränna.